# Samuel Palmærus (1664–1740)
Samuel Palmærus, född 19 september 1664 i Västra Eneby församling, Östergötlands län, död 12 augusti 1740 i Örberga församling, Östergötlands län, var en svensk präst.

## Biografi
Palmærus föddes 1664 på Berga i Västra Eneby församling. Han var son till fogden Anders Andersson Palmær och Christina Månsdotter Rämn. Palmærus började sina studier i Linköping och blev 17 december 1685 student vid Uppsala universitet. Den 24 juli 1690 prästvigdes han och blev samtidigt komminister i Vadstena församling. Palmærus blev 1695 kyrkoherde i Örberga församling och tillträddes 1696. Han avled 1740 i Örberga församling och begravdes 26 augusti samma år på stora gången i Örberga kyrka.

### Familj
Palmærus gifte sig första gången 21 april 1691 med Inga Aschanius (1665-1727). Hon var dotter till kyrkoherden Isaacus Aschanius i Hagebyhöga socken. Hon hade tidigare varit gift med komminister Laurentius Kärrling i Vadstena församling. Palmærus och Aschanius fick tillsammans barnen Isac (1692-1723), Anders, Samuel (1695-1715), Christina Catharina, kyrkoherden Johan Palmærus i Häradshammars församling, kyrkoherden Nils Palmærus i Kullerstads församling, kyrkoherden Magnus Palmærus i Örberga församling, dödfödd son (1703-1703) och Anna Lisken (1706-1706).
Palmærus gifte sig andra gången 5 oktober 1729 med Maria Svensdotter Örberg. De fick tillsammans barnen Anna Greta (1730-1752), Anders (1732-1775), Maria Margareta (född 1734), Catharina och Inga (1739-1743).